# Чурилково (Ярославская область)
Чурилково — деревня в Ярославском районе Ярославской области России. 
В рамках организации местного самоуправления входит в Ивняковское сельское поселение; в рамках административно-территориального устройства включается в Бекреневский сельский округ. Ранее входила в состава Бекреневского сельсовета.

## География
Деревня находится в окружении сельскохозяйственных полей.

## Население
| 2007 | 2010 |
| ---- | ---- |
| 198  | ↗212 |

По состоянию на 1859 год в деревне было 13 домов и проживало 77 человека.
По состоянию на 1989 год в деревне проживало 233 человека.
Национальный и гендерный состав
Согласно результатам переписи 2002 года, в национальной структуре населения русские составляли 94 % из 213 чел., из них 99 мужчин, 114 женщин.
Согласно результатам переписи 2010 года население составляло 212 человек, в том числе 98 мужчин и 114 женщин.

## Инфраструктура
Основа экономики — личное подсобное хозяйство. По состоянию на 2021 год большинство домов используется жителями для постоянного проживания и проживания в летний период. Вода добывается жителями из личных колодцев.
Имеется ферма (ООО «Агроцех»), продуктовый магазин, садовый центр «Майский», база пиломатериалов ООО «Межхозяйственная производственная база», пруд, таксофон (около дома №12).
Улицы: Озёрная, Огородная, Новосёлов.
Почтовое отделение №150508, расположенное в селе Сарафоново, на март 2022 года обслуживает в деревне 76 дома и 10 домов в СНТ.

## Транспорт
Поворот к деревне находится по трассе Р132 «Золотое кольцо». На востоке в 250 метрах от деревни находится Западное (Чурилковское) кладбище, рядом с которым располагаются церкви иконы Божией Матери Взыскание погибших и иконы Божией Матери Всех Скорбящих Радость (1998-2007).
В 600 м находятся остановки общественного транспорта «Солнечная» (маршруты №№ 102 Ярославль-Главный — Сады «Пахма», 102А 15 микрорайон — Сады «Пахма») и в 1 км «Чурилково» (маршруты №№ 49 15 микрорайон — Улица Ярославская, 102, 153 Ярославль-Главный — Курба (через Никульское), 154 Ярославль-Главный — Ширинье (через Курбу), 154к Ярославль-Главный — Ширинье).